# József Kovács
József Kovács   (Budapest, 14 de març de 1911 - Budapest, 18 d'agost de 1990) va ser un atleta hongarès, especialista en curses de velocitat i de tanques, que va competir entre 1927 i 1942.
El 1936 va prendre part en els Jocs Olímpics d'Estiu de Berlín, on disputà tres proves del programa d'atletisme. Fou sisè en el 4x400 metres relleus, mentre en les altres dues proves fou eliminat en sèries.
En el seu palmarès destaca una medalla d'or en els 110 metres tanques i una de plata en els 4x100 metres del Campionat d'Europa d'atletisme de 1934 i una de plata en els 400 metres tanques del de 1938. També guanyà 28 campionats nacionals.

## Millors marques
- 100 metres. 10.5" (1934)
- 200 metres. 23.7" (1934)
- 400 metres. 47.7" (1934)
- 110 metres tanques. 14.8" (1936)
- 400 metres tanques. 52.9" (1936)[2]